# Yasodhara

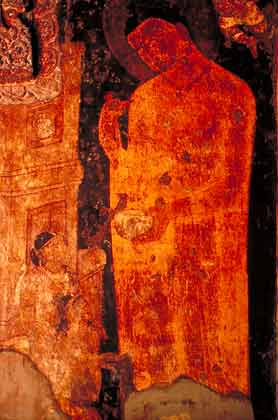
Buddha med Yashodhara och Rahula.

Prinsessan Yasodhara var hustru till prins Siddharta Gautama, som skulle komma att grunda buddhismen. Tillsammans med Siddharta fick hon sonen Rahula.
Yasodhara blev en nunna och lärjunge till Prajapati, Buddhas styvmor. Hon sägs ha uppnått arahantskap i samma liv. I många berättelser som Buddhas tidigare liv finns även Yasodhara med, ofta som hustru till bodhisattvan som skulle bli Buddha.
Yasodhara var dotter till kung Suppabuddha, och Pamitā. Modern var syster till Buddhas fader, kung Suddhodana. Det var vanligt att kungliga familjer gifte sig inom släkten för att det inte fanns andra möjliga gemål i rätt ställning.